# Karl Fröhlich (Fußballspieler)
Karl Fröhlich (* 15. April 1944 in Wien) ist ein ehemaliger österreichischer Fußballspieler. Der gelernte Autotapezierer wurde vorwiegend als Manndecker eingesetzt und war für seine Schnelligkeit und harte Spielweise bekannt.

## Karriere
Sein erster Verein als Jugendlicher war der SV St. Andrä-Wördern im niederösterreichischen Wiener Umland. Im August 1958 wechselte er in den Nachwuchs des FK Austria Wien. Zu seinem ersten Einsatz in der damaligen Staatsliga kam er am 7. Dezember 1963 gegen SK Admira Wien. Im darauf folgenden Januar nahm er an einer Südamerika-Tour der Austria teil, auf der er sechs Freundschaftsspiele bestritt. Im weiteren Verlauf der Saison entwickelte er sich zu einer fixen Größe in der violetten Abwehr. Bis zu seinem Abgang im Jahr 1972 stand er in 254 Bewerbsspielen der Wiener auf dem Platz und holte jeweils zwei Meister- (1969, 1970) und Cuptitel (1967, 1971).
Aufgrund seiner Leistungen bei seinem Verein wurde Karl Fröhlich am 18. September 1966 für ein Freundschaftsspiel gegen die Niederlande erstmals in das österreichische Nationalteam berufen. Insgesamt absolvierte er bis 1968 acht Spiele für Österreich, darunter vier im Rahmen der Qualifikation zur EM 1968 sowie ein Qualifikationsspiel zur WM 1970.
Im Sommer 1972 verließ Fröhlich die Wiener Austria in Richtung SV Admira Wiener Neustadt. Dort ließ er seine Karriere mit einer Saison in der Regionalliga ausklingen.